# 2223 Records
 (avril 2024).
2223 Records est une maison d'enregistrement de musiques haïtiennes. Elle étend ses activités au-delà des frontières d'Haiti, notamment aux États-Unis, en France, au Royaume Uni et en République Dominicaine.

## Histoire
Fondé en Haiti le 22 novembre 2019 à l'initiative de Phanord Cabé, ce label regroupe plusieurs marques de distribution dont TuneCore, Groove Attack, distrokid,.
J Wad Solo est l'un jeunes talents haïtiens dont s'occupe le label à la suite d'un contrat signé entre les deux parties en 2023,,.